# オーストラリアミヤコドリ
オーストラリアミヤコドリ （学名：Haematopus longirostris）は、チドリ目ミヤコドリ科に分類される鳥類の一種。

## 分布
オーストラリア

## 形態
特徴は写真参照。

## 生態
水際にて、主に二枚貝などの無脊椎動物を捕食する。

## 保全状態評価
- LEAST CONCERN (IUCN Red List Ver. 3.1 (2001))
[2]

## 参照・注釈
1. ↑  BirdLife International (2016). “Haematopus longirostris”. IUCN Red List of Threatened Species 2016:  e.T22693647A93416823. doi:10.2305/IUCN.UK.2016-3.RLTS.T22693647A93416823.en 2021年11月12日閲覧。.
2. ↑  Haematopus longirostris  (Species Factsheet by BirdLife International)